# إدوارد جي. هارت
إدوارد جي. هارت هو محامي وسياسي أمريكي، ولد في 25 مارس 1893 في جيرسي سيتي في الولايات المتحدة، وتوفي في 20 أبريل 1961 في مقاطعة مونموث في الولايات المتحدة. نشط حزبياً في الحزب الديمقراطي. وقد انتخب رئيس مجلس الإدارة (1944 – 1949) وانتخب عضو مجلس النواب الأمريكي ‏.